# Ecclinusa lanceolata
Ecclinusa lanceolata là một loài thực vật có hoa trong họ Hồng xiêm. Loài này được (Mart. & Eichler ex Miq.) Pierre mô tả khoa học đầu tiên năm 1891.